# MEGAUPLOAD
MEGAUPLOAD（メガアップロード）は、香港にある企業名及び、同社が提供していたオンラインストレージサービスの名称。違法ダウンロードの温床となっていたとして2012年1月にアメリカ司法省とFBIによってサイトが封鎖される。2013年1月に同社は新オンラインストレージサービス「MEGA」を設立。

## 概要
利用者は、1つのファイルあたり登録無しで500メガバイト、無料のユーザー登録をすると2ギガバイトまでのファイルをアップロードすることができる。アップロードが完了するとダウンロード用のURLが発行され、ダウンロードの際はそのダウンロード用ページを開き、45秒待つとダウンロードを開始できる。
無料のユーザー登録をすると、200ギガバイトのオンラインストレージを利用することができる。有料のプレミアム会員もあり、プレミアム会員になるとダウンロードの際の通信速度が向上し、ファイルあたりのサイズ制限とオンラインストレージの容量が無制限となるなど、無料利用者よりも快適に利用することができる。
非プレミアム会員の利用者には同時にダウンロードできるファイルの数に上限が課せられているが、これはプレミアム会員にならない限りは除去できない。プレミアム会員料金の支払いにはPayPalやMoneybookersを使用することができる。
非プレミアム会員は一つのファイルの容量は1024MBまでダウンロードできる。
2012年1月19日、サイトの運営を行っていた7人が著作権侵害の疑いで逮捕、起訴されたことに伴い、アメリカ司法省と連邦捜査局（FBI）によってサイトが封鎖。関連サイトなどと共に実質的にサービスを終了した。

## ソフトウェア
Mega Manager
一括でアップロード・ダウンロードしたり、中断したファイルの再開などができる統合ファイルマネージャーソフト。リンクが有効かチェックすることもできる。Internet ExplorerとFirefoxのブラウザ向けにもアドオンとして無料で提供している。これをインストールするとあらゆるダウンロードがこのツールで行われてしまうようになるが、設定によって無効化することができる。
Megakey
FileBox
任意の外部ウェブページに埋め込むことができるFlashアプレット。サイト自体にアクセスしたりMega ManagerをダウンロードすることなくMEGAUPLOADのコンテンツをアップロードすることができる。

## 関連サービス
MEGAVIDEO
ストリーミング動画サービス。
MEGAPIX
画像ファイルのホスティングサービス。 競合サイトとしてPhotobucket、ImageShack、TinyPicなどが挙げられる。
MEGALIVE
動画のライブ中継ができるサービス。競合サイトはUstream、Justin.tv、Livestreamなど。
MEGABOX
音楽ライブラリとプレイリストのアップロードができるオーディオ･音楽ホスティングサービス。
MEGAPORN
MEGAUPLOADではアダルトファイルのアップロードは禁じられている為、アダルトファイルの動画ストリーミング・画像に特化した「MEGAPORN」という姉妹サイトが提供されている。

## その他
アクセス制限
同社は香港に籍が置かれているが、香港ユーザーのIPアドレスは2009年から禁止されている。ブロックされている理由は不明。Mega ManagerやJDownloaderなどのサードパーティ製ダウンロードマネージャーで回避することができる。中国本土からのIPアドレスもブロックされている。似たような状況はファイルホスティングサイトのFileserveでも発生している。
2010年5月23日時点で、サウジアラビアからのMEGAUPLOADへのアクセスは断続的にブロックされている。 サウジアラビアの情報通信技術委員会は、主に政治やポルノを含むインターネット上のコンテンツを監視しており、ファイアウォールにより数千のWebサイトへのアクセスを制限している。アラブ首長国連邦ではアダルトコンテンツの規制のためMEGAVIDEOへのアクセスをブロックしている。
批判
MEGAUPLOADの提供するツールバーは404エラーが発生するWebページにアクセスすると勝手にカスタムページにリダイレクトしたり、スパイウェアが含まれていると批判されている。しかし、セキュリティ会社のFBMソフトウェアは、MEGAUPLOADツールバーにはスパイウェアがないと主張している。